# Amtaedo
Amtaedo är en ö i Sydkorea.   Den ligger i provinsen Södra Jeolla, i den sydvästra delen av landet, 300 km söder om huvudstaden Seoul. Arean är 37 kvadratkilometer.
Terrängen på Amtaedo är lite kuperad. Öns högsta punkt är 329 meter över havet. Den sträcker sig 9,5 kilometer i nord-sydlig riktning, och 9,1 kilometer i öst-västlig riktning.  Trakten runt Amtaedo består till största delen av jordbruksmark.